# Antonín Linhart
Antonín Linhart zvaný též Tony Linhart (3. dubna 1940, Praha – 8. ledna 2021, Praha) byl český folkový a trampský kytarista, zpěvák a písničkář, zakladatel a dlouholetý umělecký vedoucí skupiny Pacifik. Působil také jako moderátor pražského Country radia, kde moderoval pravidelný pořad o trampské hudbě nazvaný Ozvěny osadních ohňů.

## Život
Známý český písničkář trampských, folk a country písní patřil spolu s bratry Wabim a Mikim Ryvolovými, Kapitánem Kidem nebo Honzou Vyčítalem ke generaci zakladatelů – tvůrců a interpretů – populárních hudebních žánrů tradiční trampské písně a za socialismu oficiálně méně vítané americké folk & country. Jejich nahrávky se jen těžko prosazovaly od poloviny 60. let do nahrávacích studií Československého rozhlasu, šířily se díky zpěvníčkům otiskovaným v časopise Mladý svět a na festivalu Porta.
Byl autodidakt, který prošel „školou života“ v trampských osadách v Pikovicích, při vojenské službě v Českých Budějovicích a během potlachů při táborových ohních.
Jako autor složil asi 150 písní, vesměs hudbu, text i aranžmá. Za svoje písně Poraněný koleno a Velká vlaková loupež získal v roce 1974 autorské ocenění v celostátním kole festivalu Porta. Téměř půl století vedl svou skupinu Pacifik.
Byl také autorem zpěvníků trampské hudby a trampských kuchařských knih. Žil v Praze.

## Nejznámější písně (výběr)
Složil kolem 150 písní, jako autor hudby či autor textu. Není-li uvedeno jinak, je autorem obojího.
- Velrybářská výprava
- Zlatý údolí
- Tulácké blues
- Karlínský nábřeží
- Malý velký muž
- Oregon (Touha žít)
- Mississippi blues (Charlie)
- Dál, dál, dál
- Zlato
- Poraněný koleno
- Santa Monica
- Stovky vlaků
- Blátivá cesta
- Mount Rushmore (text)